# Rainer Daehnhardt
Rainer Daehnhardt (7 de dezembro de 1941) é um historiador e colecionador luso-alemão.

## Biografia
É descendente de uma família de diplomatas e militares alemães radicados em Portugal desde 1706.
Fez os seus estudos na Alemanha e em Portugal, especializando-se no estudo de armaria.
Preside a Sociedade Portuguesa de Armas Antigas desde 1972, representando Portugal em congressos internacionais e dando conferências em muitas instituições europeias, americanas e asiáticas.
É membro da Arms and Armour Society de Londres, da Gesellschaft für Historische Waffen und Kostümkund de Berlim e da Rowland Society. É membro honorário da ASAC (American Society of Arms Collectors) dos EUA.
É autor de livros e artigos, na sua maioria ligados à armaria antiga e à História de Portugal. Durante muitos anos, teve uma loja sobre estes temas em Cascais, que entretanto fechou.

## Obra
1961- Einzelne Stücke meiner Antiquitätensammlung, edição do autor
1970- Coleccionar Armas Antigas (vol. I), edição Sala das Armas
1971- A Sociedade Portuguesa de Armas Antigas (depois incluído nos Estatutos da Sociedade Portuguesa de Armas Antigas em 1972), edição SPAA
1974- Espingarda Perfeyta - The perfect Gun. Edição bilingue (Português/Inglês), com W. Keith Neal, Sotheby Parke Bernet Publications
1975- Espingardaria Portuguesa/Armurerie Liegeoise, com Claude Gaier. Edição da F.N. de Viana do Castelo
1990- Alguns Segredos de História Luso-Alemã. Edição bilingue (Português/Alemão), Edição Pesquisa Histórica
1991- A Missão Templária nos Descobrimentos. 1ª edição Nova Acrópole
1993- Páginas Secretas da História de Portugal (vol. I). 1ª edição Nova Acrópole
1994- Páginas Secretas da História de Portugal (vol. II). 1ª edição Nova Acrópole
1994- Espingarda Feiticeira. 1ª edição, Texto Editora
1994- Portugal, a Missão que Falta Cumprir. Com Eduardo Amarante. 1ª edição Nova Acrópole
1996- Homens, Espadas e Tomates. 1ª edição, Nova Acrópole
1997- Potes de Especiarias nas Naus das Carreiras das Índias do séc. XV ao séc. XVIII. Edição do Grupo de Amigos do Museu de Marinha
1998- Acerca das Armaduras de D. Sebastião. 1ª edição, Publicações Quipu
1998- Acerca da Viagem de Vasco da Gama. 1ª edição, Publicações Quipu
1998- Dos Açores à Antárctida. 1ª edição, Publicações Quipu
1999- Mulheres de Armas e Coragem. 1ª edição, Publicações Quipu
1999- Portugal e a Europa – Traídos e Burlados. 1ª edição, Publicações Quipu
1999- O Homem e a Arma-A Humanidade no Caminho da Auto-Extinção?, 1º edição. Publicações Quipu
2000- Do Céu ao Inferno/ From Heaven to Hell. Com Heinz Schön. 1ª edição, Publicações Quipu
2002- Identidade Portuguesa, Porque a Defendo. 1ª edição. Edições Quipu
2003- Geburt, Tod und Auferstehung des Deutschlandliedes. 1ª edição. Edições Quipu
2004- Mir Reicht’s. 1ª edição. Edição Pesquisa Histórica
2005- Portugal Cristianíssimo. 1ª edição. Zéfiro
2006- O Perdão dos Templários (com vários autores). 1ª edição. Zéfiro
2009- Segredos da Descoberta da Austrália pelos Portugueses (com textos de George Collingridge e Richard H. Major). 1º edição. Zéfiro. 2013, 2º edição, Apeiron Edições.
2010- O Enigma - Fernão de Magalhães (com textos de Latino Coelho e Caetano Alberto). 1ª edição. Apeiron Edições
2011- D. Sebastião - O Elmo e Alcácer Quibir. 1ª edição. Apeiron Edições
2012- Ser Português! Uma Honra, um Privilégio Merecido, ou um Acaso Assumido? 1ª edição. Apeiron Edições
2013- Do Rapto da Europa pelo Famigerado Euro ao Papel de Portugal no Futuro, Apeiron Edições
2013- D. António Iː Rei de Portugal, em coautoria com José de Torres e Rebelo da Silva, Apeiron Edições 
2014 - As Ilhas Selvagens Disputadas no Jogo Geoestratégico, em coautoria com João José Brandão Ferreira, Apeiron Edições
Na Coudelaria de Alter, em Alter-do-Chão, está uma sua exposição e um catálogo da sua autoria «O Cavalo e o Homem. uma relação milenária».